# Ilja Żylin
Ilja Siergiejewicz Żylin (ur. 10 maja 1985 w Kirowie) – rosyjski siatkarz grający na pozycji przyjmującego. Od sezonu 2016/2017 występuje w niemieckiej Bundeslidze, w drużynie TV Bühl.

## Sukcesy klubowe
Puchar Challenge:
- 2006

Mistrzostwo Rosji:
- 2014
- 2006

Puchar Rosji:
- 2011

Liga Mistrzów:
- 2013

Klubowe Mistrzostwa Świata:
- 2013

## Sukcesy reprezentacyjne
Mistrzostwa Europy Kadetów:
- 2003

Mistrzostwa Europy Juniorów:
- 2004

Mistrzostwa Świata Juniorów:
- 2005

Liga Światowa:
- 2013

Memoriał Huberta Jerzego Wagnera:
- 2013

Mistrzostwa Europy:
- 2013

Puchar Wielkich Mistrzów:
- 2013